# La missione (romanzo)
Se è la forza che determina il diritto, allora non c'è posto per l'amore in questo mondo.»
(Padre Gabriel)
La missione (The Mission) è il romanzo scritto da Robert Bolt sulla sceneggiatura del film Mission, diretto da Roland Joffé ed interpretato da Robert De Niro e Jeremy Irons,  uscito nel 1986. Il libro è stato pubblicato nello stesso anno di uscita del film, edito dalla casa editrice Longanesi.

## Trama
La storia è raccontata dal Cardinale Altamirano, vescovo di Spagna e possedente di molte missioni in Sud America. Basandosi sui fatti narrati da colleghi o di seconda o terza categoria, il cardinale incomincia a raccontare le imprese di due uomini l'uno diverso dall'altro, ma uniti da un unico destino: consacrare la loro vita a Dio e al benessere degli Indios americani.
Il primo è il Tenente Rodrigo Mendoza, giovane ribelle sin dalla fanciullezza quando si ammutinò nella nave dove prestava servizio, uccidendo il comandante e prendendo il controllo delle spedizioni di cattura dei nativi. Mendoza oltre a pensare ai suoi guadagni si preoccupava anche per la salute del fratello minore Felipe, educato fin da piccolo in un convento per volere stesso di Rodrigo, ormai condannato a vivere in una società rozza e crudele. Il primo vero e unico scontro tra i due fratelli avviene molti anni più tardi dopo il loro ultimo incontro infantile: quando ormai Rodrigo era trentenne e Felipe ventenne, nel fior fiore degli anni. Recatisi entrambi in Portogallo per salutare il nuovo governatore, accade che Rodrigo s'innamora di Carlotta la quale, non ricambiando le sue richieste, s'invaghisce di Felipe. La ragazza non sa che i due sono fratelli e così accade che Mendoza una notte, accorgendosi del rapporto sessuale che i due amanti consumavano segretamente nella stanza della nobile, uccide in un accesso d'ira il povero Felipe.
Sconvolto dal gesto orrendo, Rodrigo si fa arrestare senza opporre resistenza e spera di marcire in carcere.
Il secondo personaggio protagonista del romanzo è Padre Gabriel. Fin da ragazzo egli con l'aiuto dei preti locali sognava di diventare sacerdote vista la profonda fede che aveva nel Signore e l'amore che provava nei confronti del prossimo. Così ben presto, contro il volere del padre, Gabriel si fa monaco e comincia a predicare contro i vescovi corrotti che lo fanno presto incarcerare. In cella Gabriel più volte è tentato dal rimorso ed arriva addirittura a non credere più in se stesso e nella sua fede. Tuttavia i prigionieri, grazie alle parole di conforto che Padre Gabriel li rivolge, lo aiutano nella ricerca del perdono e così il monaco, uscito di carcere, si dirige immediatamente in Sud America con un gruppo di volontari per fondare delle missioni. All'inizio il popolo nativo appare nemico e non collaborativo, ma ben presto la dolce pazienza di Padre Gabriel vince le loro superstizioni e presentimenti, creando un unico clima di amicizia e rispetto.
Sarà in una di queste missioni che Padre Gabriel e Rodrigo Mendoza s'incontreranno dopo il pentimento di quest'ultimo per l'omicidio del fratello. In poco tempo Mendoza diventa un altro uomo, scoprendo una parte di se che credeva fosse morta per sempre: l'amore. Così accade che anche Rodrigo si farà monaco e sosterrà la grande battaglia degli Indios contro le istituzioni spagnole e portoghesi, dirette sia dai governatori che dalla Chiesa, le quali appoggiano un progetto di distruzione delle piccole comunità.
Padre Gabriel e Rodrigo faranno di tutto per sostenere i loro diritti e difendere tutte le buone opere che hanno realizzato durante il loro soggiorno in America; cercheranno anche di far notare disperatamente ai loro superiori l'efficienza delle loro tre missioni più importanti. Tuttavia gli emissari del Portogallo si dimostrano inflessibili, giudicando gli Indios un popolo rozzo, crudele ed arretrato che merita la morte. Indignati da tale sentenza, Padre Gabriel e Rodrigo si barricano con gli Indios nella loro missione e si preparano ad uno scontro mortale con l'esercito invasore, composto da due plotoni (spagnoli e portoghesi), avvalendosi di tutti i mezzi che possiedono. 
La battaglia viene combattuta nel bel mezzo della foresta e nel fiume. In quest’ultimo, i Guaraní guidati dal capo Hacugh tengono un’imboscata ai portoghesi, riuscendo ad eliminarne un gran numero. Sebbene il comandante dei portoghesi muoia, anche il coraggioso Hacugh perisce nella battaglia. Mendoza, nel frattempo, utilizzando alcuni cannoni creati con dei tronchi e caricati con della polvere da sparo rubata all’esercito la notte prima dell’assedio, riesce a sbaragliare gran parte del plotone spagnolo. Ma nonostante questo vantaggio iniziale gli Indios e i gesuiti vengono poco dopo sopraffatti dalla potenza superiore dell'esercito, che nel frattempo ha iniziato ad incendiare il villaggio con delle frecce infuocate. Mendoza, nel tentativo di far esplodere l’unico ponte di collegamento alla missione per bloccare l’avanzata nemica, viene distratto da un bambino Guaraní rimasto ferito. Portandolo in salvo, Mendoza permette involontariamente ad un soldato spagnolo di disinnescare la trappola esplosiva. In un ultimo disperato tentativo di rallentare gli assedianti, l’ex mercenario sguaina la spada e affronta in duello un gruppo di loro, combattendo ferocemente. Tuttavia, approfittando della sua distrazione, il comandante spagnolo gli spara alle spalle, uccidendolo e riuscendo così a condurre i soldati dentro la missione. A seguire Mendoza poco dopo è Gabriel, il quale mentre sta guidando gli indios fuori dal villaggio in fiamme, viene colpito da una scarica di fucili. Poco prima di morire, Gabriel ricorda il padre, a cui chiede perdono. In poco tempo, la missione viene distrutta, e gli Indios abitanti vengono o brutalmente uccisi o fatti schiavi. 
L'ultima scena del romanzo vede Altamirano che legge sconvolto il rapporto del massacro e, pieno di rimorsi per non aver tentato abbastanza per impedirlo, si lamenta di come i potenti abbiano reso il mondo un posto crudele e avaro.

## Edizione
- Robert Bolt, La missione, Longanesi 1986, ISBN 8830406813